# 大野由美子 (ミュージシャン)
大野 由美子（おおの ゆみこ、1966年6月20日 - ）は、ベース、ミニモーグ、スティールパン奏者。Buffalo Daughterのメンバー。コーネリアスのサポート・メンバー。東京都出身。夫は、エンジニアのzAK。

## 来歴
※出典
1971年 - 音大出身の母の影響で、ピアノとバイオリンを習い始める。幼稚園の時に、テレビの子供歌合戦に出て優勝。
1978年 - 小学6年生の時に、学校の音楽コンクールで自分で書いた曲で入選し、虎ノ門ホールで演奏しステージ・デビュー。
1979年 - 中学1年の時、アメリカにホームステイでCheap TrickやQueenを聴く。
1982年 - 高校に入りバンド始める。「バイオリン弾けるんだったらベースもすぐ弾けるでしょ？同じ4弦だから。」と言われベース担当。Sex PistolsやThe Clashをカバー。
1987年 - ハバナエキゾチカ結成。（メンバーはシュガー吉永、NONOL（大野由美子）、MADAM J、CHARIの女子4人）
1991年 - ハバナエキゾチカ、ヤン富田プロデュースでアルバム『踊ってばかりの国』でメジャーデビュー。ミニモーグ購入。スティールパンと出会う。
1992年 - ハバナエキゾチカ、小西康陽プロデュースで『火星ちゃん　こんにちは』を発表。その他、細川ふみえの『SUKI SUKI スキャット』に参加。
1993年 - ハバナエキゾチカ、新宿のmc2000でのライヴを最後に解散。
1993年 - シュガー吉永 (g, vo, tb-303)、大野由美子 (b, vo, electronics) 、山本ムーグで、バッファロー・ドーター結成。
1995年 - 8月19日、ジョン・ゾーン『コブラ』（87年）の日本イベント「ジョン・ゾーンズ・コブラ 東京作戦 サーファーズ・オブ・ロマンチカ部隊」に単独出演。
1996年 - Beastie Boysが運営していたGrand Royalと契約をしてからバッファロー・ドーターの活動の場が東京から世界。海外でのツアー始まる。
2000年 - 日本を拠点に活動。
2010年 - 自らのレーベル”Buffalo Ranch”を設立。11月に初のソロアルバム『Music for Dance Performance The Rainy Table』をリリース。
2012年 - 11月3日 大野由美子とモーガン・フィッシャーが「YMO?＝Yumiko Morgan Oscillators?」なるユニット名で、レアビンテージな電子楽器やMini Moogなどを駆使した電子音楽の即興ライヴ演奏。
2014年 - 大野由美子をリーダーに、マイカ・ルブテ、AZUMA HITOMI、新津由衣という宅録女子3人が加わってHello, Wendy! 結成。ファースト・アルバム『Hello, Wendy!』をリリース。一発録りレコーディング。
2016年 - コーネリアスのバンド・メンバーに加入し、8月4日よりアメリカのオークランドに始まる北米6カ所でフェス出演。
2019年 - 9月11日　ブルーノート東京公演「ヤン富田　オーディオ・サイエンス・ラボラトリー・ショーケース・ライブ」に小山田圭吾、高木完らと参加。
2021年 - 2月、NHK Eテレ『デザインあ』の放送10年（第200回）を記念スペシャルライヴ。出演：小山田圭吾、 堀江博久、大野由美子、あらきゆうこ、ショコラ、 青葉市子。
2023年 - バッファロー・ドーター結成30周年記念イベント。京都公演。